# Alvord Desert

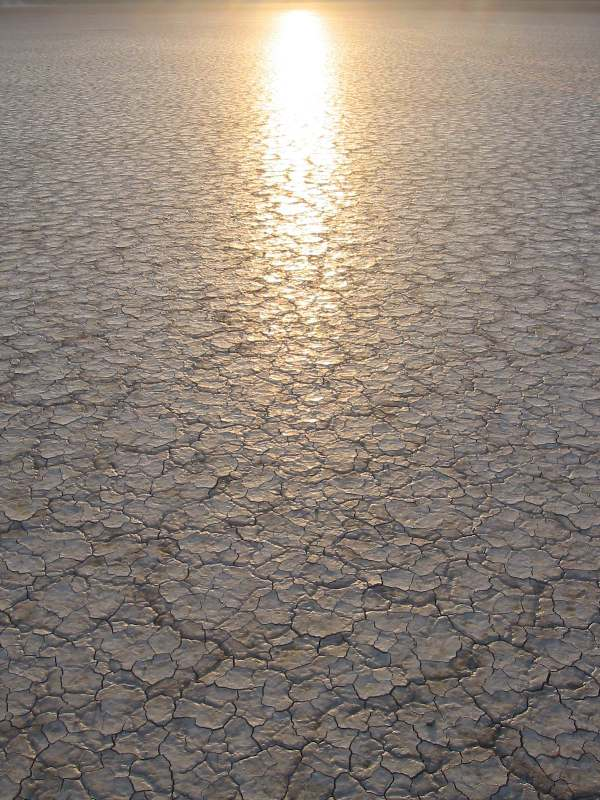
Alvord Desert im Sonnenuntergang

Die Alvord Desert ist eine Wüste im südöstlichen Teil des US-Bundesstaates Oregon. Sie liegt südöstlich des Steens Mountain. Sie liegt auf einem trockenen Seebett. Unter den dort herrschenden widrigen Bedingungen ist sowohl für Tiere als auch für Pflanzen ein Überleben kaum möglich.  Im Jahr regnet es durchschnittlich nur etwa 180 mm. Drei Gebirge trennen sie vom Pazifischen Ozean. Dies sind der Steens Mountain, die Kaskadenkette und die Oregon Coast Range, in deren Regenschatten sie sich befindet.
In der Alvord Desert stellte Kitty O’Neil mit dem Raketenauto SMI Motivator einen neuen Landgeschwindigkeitsrekord auf. Da die Motivator jedoch nur über drei Räder verfügte, wurde der Rekord vom Automobil-Weltverband FIA nicht anerkannt. Nachdem der Motorrad-Weltverband FIM den Rekord bestätigte, gilt Kitty O’Neil seither als „schnellste Frau der Welt“.

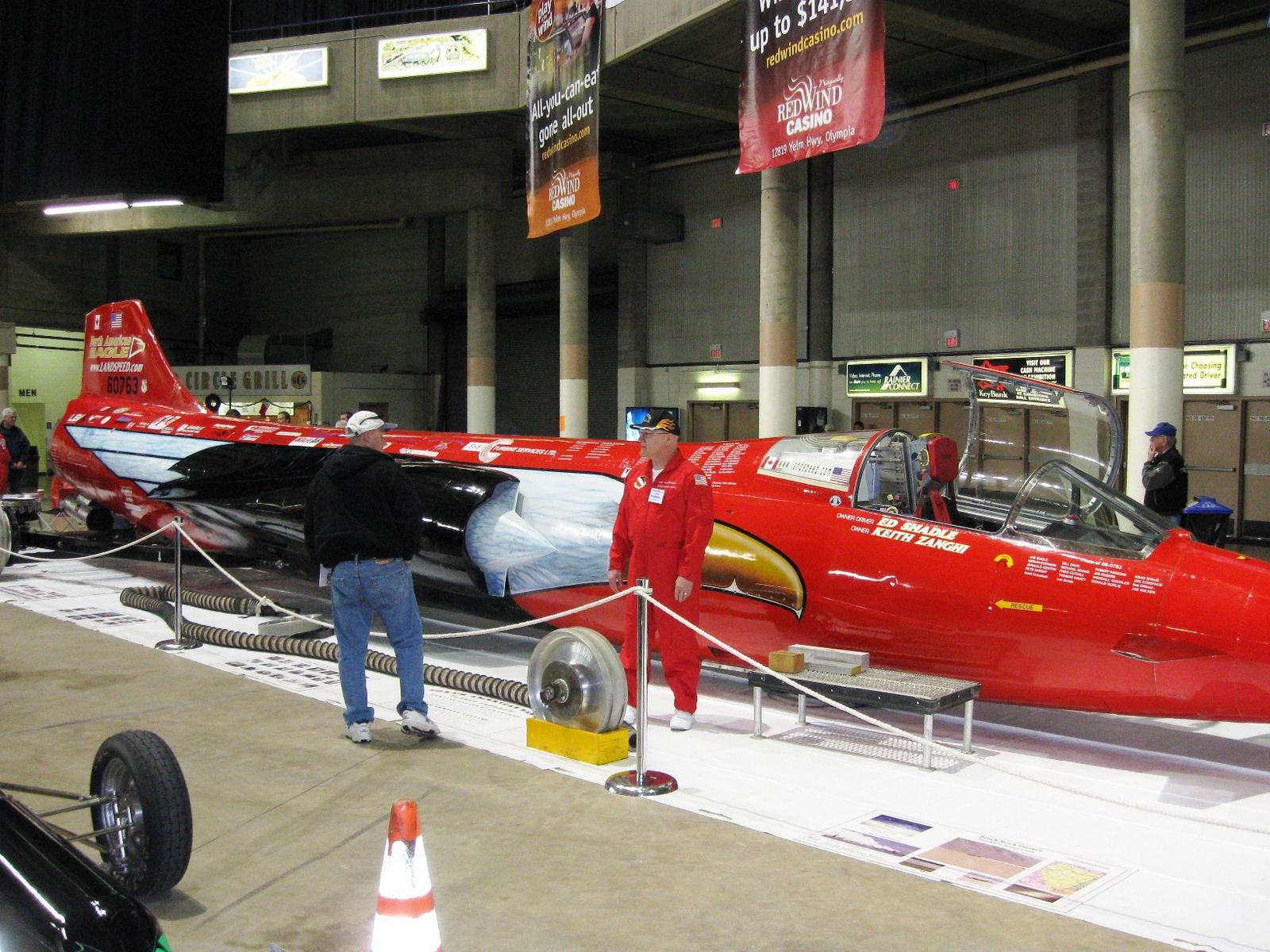
North American Eagle

Am 27. August 2019 verunfallte die Fahrerin Jessi Combs mit der auf einer Lockheed F-104 basierenden North American Eagle in der Alvord Desert schwer und verstarb noch an der Unfallstelle. Combs hält den Landgeschwindigkeitsrekord für Frauen auf vier Rädern, mit der North American Eagle wollte sie sowohl Kitty O’Neils Geschwindigkeitsrekord für Frauen als auch den absoluten Rekord der ThrustSSC aus dem Jahr 1997 brechen.

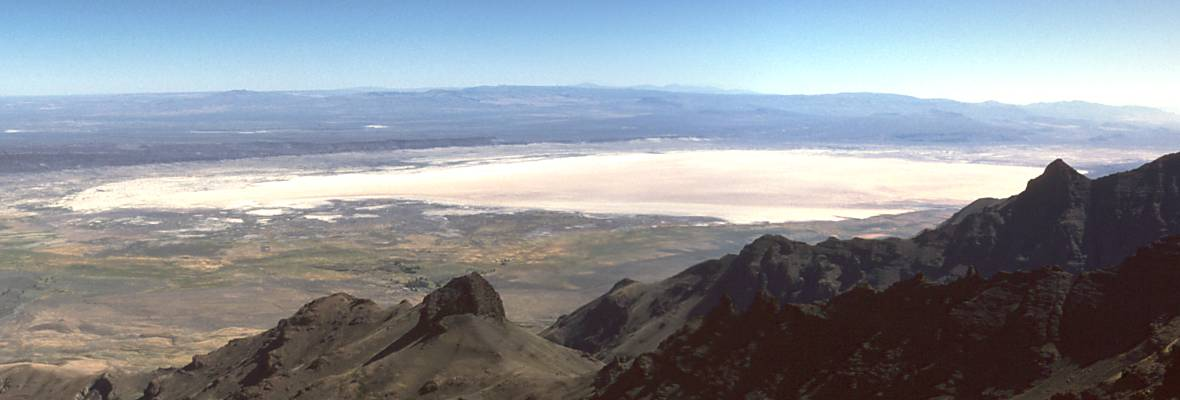
Alvord Desert, Blick vom Steens Mountain nach Südosten